# 文宣帝
文宣帝（ぶんせんてい）は、北朝北斉の初代皇帝。姓は高、諱は洋、字は子進、鮮卑名は侯尼干。本貫は渤海郡蓨県（現在の河北省衡水市景県）。

## 生涯
東魏の権臣の高歓の次男に生まれる。母は正妻の婁昭君。北魏孝武帝の皇后高氏・高澄・東魏孝静帝の皇后高氏（太原長公主）・高演（孝昭帝）・高湛（武成帝）・高済（博陵王）の同母兄弟にあたる。容貌は醜く、内気で無口であった。幼い頃は才覚が人に気づかれず、見た目は茫洋としていて兄弟や周りから笑われていたが、父親の高歓は真価を見抜いていた。
兄の高澄が蘭京によって殺害されると、後を継いだ高洋は蘭京を誅殺して兄の仇を討った。以後、着実にその後継者としての地位を固め、東魏の帝位にあった元善見により丞相とされ斉王に封じられた。しかし高洋は、父が立てた傀儡でしかなかった元善見の臣下としての地位に満足せず、武定8年（550年）、25歳の時に元善見に禅譲を迫って帝位に即き、北斉を建てた。加えて552年、中山王に降封された元善見に人を使わし、3人の息子と共に殺害させた上で孝静皇帝の諡号を贈った。のみならず魏の宗室元氏の一族は、後にことごとく殺されている。
即位当初は政務に力を注ぎ、楊愔を登用して州郡の削減と官僚の削減、加えて富国強兵政策を実施し、農業・塩鉄業・窯業を中心にした経済を背景に、北斉を短期間のうちに国家として成長させた。軍事面では柔然・契丹・高句麗などを攻撃し、勢力範囲の拡大も実現している。
しかししばらくすると政務を省みなくなり、酒色に溺れ、宮城の造営で10万の民を徴用するなど奢侈を極めるようになり、民衆生活を圧迫した。また文宣帝は、自らは漢化した鮮卑族でありながら、その劣等感を常に持っていたために、漢族の大量殺害を実行し、同胞である漢化した鮮卑貴族の利益を維持した。
死の同年である559年、高洋は北魏の旧皇族である元韶に対し、「後漢の光武帝劉秀はどうして、漢の王朝を中興し得たのだろうか？」と問うた。元韶が「（漢の皇族である）劉氏が、王莽によって殺し尽くされなかったゆえでしょう」と答えると、これを受けて同年5月、高洋は元氏一族の末裔や北魏時代の高官らの虐殺を大々的に行い、これにより721人が死亡した。死体は全て首都の鄴の近くを流れる漳水に捨てられ、漳水で獲れた魚から頻繁に人の爪が見つかるようになったため、以降鄴の人々は長らく魚を食べなくなったという。
腐敗した生活は寿命にも影響を与え、34歳で崩御した。文宣帝の死後は北斉内部での混乱がいっそう強まっていった。

## 人物
- 王朝の創始者だけに有能といえば有能であったが、執念深さと残忍さ、そして死因ともなった酒乱が欠点であり、その勢いで臣下を含めてたくさんの人々が殺害された。有能さと暴君的要素を併せ持った二重面の魔性の人物といえるだろう。

## 逸話
- 幼い頃、高歓が子供たちの才能を確かめようと、絡まった麻糸を与えては解くように課題を与えた。他の息子たちは解くことができなかったが、高洋はその絡まった糸を刀で断ち切り、「乱れたものは斬らねばならない」と答えた（『北斉書』文宣帝紀、『通鑑記事本末』）。これは「快刀乱麻を断つ」という故事成語のもととなったといわれる。西洋にも似た話が伝わる（ゴルディアスの結び目）。
- 長い鋸など処刑道具を常に準備していて、酔うたびに戯れで人を殺した。そのため楊愔は、宮殿の庭に死刑囚用の檻を作った。無論、生贄のためであり、3カ月間文宣帝に殺害されなかった者は解放されたという[6]。
- ある時、文宣帝が悪酔いしたので、母親の婁氏が鞭を打った。すると文宣帝は非常に怒って「なんだ？この婆さん、他所に嫁に出してしまうぞ！」と叫び、誤って怪我をさせた[7]。酔いが覚めると過ちに気づいて深く後悔し、「私は母上に言ってはならないことを言ってしまった。どうか罪深き私の背中を打って欲しい。打たなければ殺す」と、強引に臣下に自分を杖で打たせ、自ら母に心底から詫びた。
- 555年、精神状態が悪化した文宣帝は、かつて兄の高澄が自身の側室に乱暴した事への復讐と称し、孝静帝の妹の文襄敬皇后と叔母の安徳公主を朝臣の前で陵辱した[8]。
- 555年、猜疑心の強い文宣帝は寵妃の薛嬪と清河王高岳の内通を疑い、高岳を殺害した上、薛嬪の姉を鋸引きの刑で惨殺した。後に薛嬪をも殺し、その骨で琵琶を作らせた[9]。
- 558年、文宣帝はたびたび諫言を行ってきた三弟の永安王高浚と、朝廷への参内命令を拒否して逃げようとした七弟の上党王高渙を牢に入れ、その後火を付けて処刑した[10]。
- 文宣帝は自身が建立した金鳳台に巡行した時、多数の死刑囚を召し出し、葦で編んだ筵を翅代わりとして、台の上から身を投げるよう命じ、これを「放生」と称して、死刑囚たちが転落死を遂げる様を見て楽しんだという[11]。
- 僕射の崔暹が卒去した時、その死を大いに悲しんだ。ある時、文宣帝はその未亡人の李氏に対して問うた。
「崔暹のことを思い出すか？」
「どうして、忘れられましょうか？」
「それならば、崔暹の傍らに行くがよい」
と自ら剣を抜刀して、李氏を斬り捨てたという。
- 占い師が文宣帝の寿命を占った時、占い師は90年生きると予言したが、さすがに文宣帝は占い師が予言をごまかしたのを見抜いたという（実際に出た結果は30年だった）。

## 宗室

### 后妃
- 昭信皇后 李祖娥
- 段昭儀
- 弘徳夫人 顔玉光
- 馮世婦
- 裴嬪
- 王嬪
- 薛嬪
- 薛氏（薛嬪の姉）

### 子・子孫
- 廃帝 高殷
- 太原王 高紹徳
- 范陽王 高紹義
- 西河王 高紹仁 - 559年に西河王に封じられた。没年不明だが結婚せず、子を残すこと無く夭折したことは確認できる。
- 隴西王 高紹廉
- 公主（高宝徳）- 尉世辯（尉景の子の尉粲の子、隋の開皇年間に没）に降嫁。子女は確認できない。
- 中山公主 - 段宝鼎（605年没）に降嫁。段宝鼎は段韶（段韶の母は高洋の母の姉）の子の段懿と文宣帝の姉妹の潁川長公主の間に生まれた男子である為、いとこ婚をしたことになる。子女は確認できない。
- 某女 - 母は薛嬪。

直系の孫で確認されるのは、三男の高紹義の子である高弁才のみである。

### 同母兄弟
- 斉王 高澄（兄）
- 孝昭帝 高演（弟）
- 武成帝 高湛（弟）
- 博陵王 高済（弟）

### 同母姉妹
- 北魏の孝武帝の皇后高氏
- 東魏の孝静帝の皇后高氏（太原長公主）